# Rendez-vous à Melbourne
Rendez-vous à Melbourne è un film documentario del 1957 sulle Olimpiadi di Melbourne 1956 diretto dal regista francese René Lucot. Il film è stato presentato alla XXVIII Mostra Internazionale d'Arte Cinematografica di Venezia nel  1957.

## Trama
In una edizione funestata dalle tristi vicende di politica internazionale di quegli anni (Crisi di Suez e i carrarmati sovietici a Budapest) e ricordate anche per la curiosa vicenda delle gare di Equitazione dirottate addirittura a Stoccolma per rispettare una "vetusta" legge australiana che prevede una quarantena di sei mesi per cavalli non provenienti dal Regno Unito, fa capolino la storia d'amore tra Olga Fikotová, studentessa universitaria di Praga (a Melbourne oro nel lancio del disco) e lo statunitense Harold O'Connolly, ex giocatore di football americano, qui oro nel lancio del martello, nonostante un handicap ad un braccio, più corto dell'altro di ben sette centimetri.

## Questione titolo di film ufficiale dei Giochi
Il CIO nel maggio 2000 ha annunciato di avere acquisito i diritti di oltre 20.000 ore di materiale video realizzate fra Londra 1908 e Nagano 1998 sui Giochi olimpici, nonché di aver comprato i diritti dei precedenti film ufficiali dei Giochi, da Olympia del 1936 ai film di Bud Greenspan. In forza di questo fatto il sito RunningMovies.com considera il film The Official Films Of The Olympic Games: Melbourne 1956, quale ufficiale della manifestazione. In effetti il film è stato realizzato direttamente in DVD nel 2000, sotto l'egida del CIO che, avendo acquisito i diritti di tutto il materiale video girato a Melbourne, ha consentito la realizzazione di questo film documentario alla Warner Vision Australia, e la cui narrazione è stata affidata al giornalista australiano Sandy Roberts. Tuttavia il film di Lucot deve essere a buon diritto considerato film ufficiale della manifestazione, non soltanto perché è stato realizzato all'epoca delle Olimpiadi e non cinquant'anni dopo, ma soprattutto perché come tale è stato presentato già nel 1957 al Festival di Venezia.